# 费奥多罗夫斯基 (汉特-曼西自治区)
费奥多罗夫斯基（羅馬化：Fyodorovskiy）是俄罗斯汉特-曼西自治区的市级镇，为该自治区苏尔古特区第二大聚居地，仅次于良托尔市。地处汉特-曼西自治区东部，位于鄂毕河流域内莫霍瓦亚（Моховая）及其一支流梅乌杰克亚温（Меудекъяун）两河间，在区行政中心苏尔古特及自治区首府汉特-曼西斯克东北方。
附近城市除区行政中心外有良托尔，位于该镇西方。
该地2022年人口有23,667人；2010年人口20,288；2002年人口18,406；1989年人口10,925。